# Jacynta Galabadaarachchi
Jacynta Prema de Nieva Galabadaarachchi (Dandenong, 6 giugno 2001) è una calciatrice australiana, attaccante del Sassuolo.

## Biografia
È nata il 6 giugno 2001 in una famiglia multietnica e multiculturale, essendo il padre originario dello Sri Lanka e la madre argentina. Ha iniziato a giocare a calcio all'età di 5 anni assieme al fratello, seguendolo con la madre quando si è spostato in Italia, patria dei nonni materni e dei quali condivide la nazionalità, per giocare nel campionato locale.

## Carriera

### Club
Galabadaarachchi riesce fin da piccola a mettersi in luce, destando l'interesse del Manchester United, che la contatta per sostenere un provino all'età di 9 anni. In seguito, viene invitata dalla Manchester City Academy femminile, trascorrendo otto settimane ad allenarsi con la squadra. All'età di 14 anni, la sua richiesta di giocare per una squadra Under-15 maschile nel campionato australiano di categoria venne rifiutata dalla Football Federation Victoria, decisione in seguito ribaltata.
Nell'ottobre 2016, all'età di soli 15 anni, Galabadaarachchi firma un contratto con le australiane del Melbourne City per la stagione 2016-2017, entrando nella rosa della squadra che disputa la W-League, livello di vertice del campionato nazionale. Il tecnico Joe Montemurro decide di farla debuttare in campionato il 6 novembre, rilevando Stephanie Catley negli ultimi istanti di partita, e continuando a impiegarla in altre quattro partite. A fine stagione, con 5 presenze, di cui una partita titolare, principalmente nel ruolo di attaccante, condivide con le compagne la conquista del titolo di campione d'Australia, il secondo titolo consecutivo per il club.
Avendo poco spazio nel Melbourne City, Galabadaarachchi si trasferisce nuovamente in Inghilterra allenandosi con varie squadre professionistiche;tuttavia, nonostante le offerte proposte, non ha firmato un contratto da professionista in quanto non aveva ancora raggiunto i 18 anni.
Prima dell'inizio della stagione 2018-2019 decide di tornare in Australia firmando per il Perth Glory Durante il campionato, alla guida del tecnico Bobby Despotovski, marca 4 presenze, debuttando il 21 dicembre nell'incontro casalingo vinto per 2-1 sul Sydney FC, dove sostituisce Leticia McKenna all'inizio del secondo tempo. Galabadaarachchi condivide le sorti della sua squadra che, dopo aver raggiunto il quarto posto in classifica nella stagione regolare, accede alla fase finale superando il Melbourne Victory per 4-2 nei tempi supplementari ma arrendendosi al Sydney nel Grand Final con identico risultato, 4-2.
Nel luglio 2019 si unisce al West Ham, alla sua seconda stagione in FA Women's Super League. Sotto la guida tecnica di Matt Beard fa il suo debutto in campionato già dalla 1ª giornata, rilevando al 57' Tessel Middag nell'incontro perso in trasferta per 2-1 contro l'Arsenal. Beard la impiega in altri dieci incontri di campionato, ai quali si aggiungono i cinque in WSL Cup, contribuendo all'ottavo posto in Super League e mancando l'accesso alla fase finale in Coppa.
Nel settembre 2020, Galabadaarachchi ritorna in Italia, sottoscrivendo un accordo con il neopromosso Napoli per disputare la stagione entrante in Serie A, massimo livello del campionato italiano. Tuttavia, il suo periodo in Campania dura solo qualche mese: la giocatrice lascia infatti la società a inizio febbraio, per unirsi al Celtic.
Con la formazione scozzese, l'australiana raggiunge il secondo posto in campionato nella stagione 2020-2021. Nell'annata successiva, si afferma come titolare nella formazione delle Ghirls, con cui conquista sia la coppa nazionale che la coppa di lega. In seguito a questi successi, viene anche premiata sia come giocatrice dell'anno del club di Glasgow sia come miglior giovane dell'anno dalla PFA locale. Inoltre, rinnova il proprio contratto con il club bianco-verde per un'altra stagione, avendo così l'opportunità di debuttare per la prima volta in UEFA Women's Champions League. Con la sua squadra disputa, rimanendo tuttavia a disposizione tra le ragazze in panchina, le prime fasi di qualificazione dell'edizione 2021-2022 condividendo la delusione dell'eliminazione già al primo turno, con il Celtic sconfitto sia dalle spagnole del Levante che dalle bielorusse del FK Minsk.
Dopo due stagioni e mezza in Scozia, conclusi i vincoli contrattuali nel luglio 2023 si è trasferita allo Sporting Lisbona per quella che è la sua quarta esperienza in un diverso paese straniero, rimanendo legata al suo nuovo club per le successiva due stagioni. A disposizione della squadra guidata da Mariana Cabral fa il suo debutto in Campeonato Nacional già dalla 1ª giornata di campionato, scendendo in campo da titolare nella schiacciante vittoria casalinga per 8-0 sul Vilaverdense, per poi essere impiegata con costanza per tutto il resto della stagione in tutte le competizioni nazionali della sua squadra. marca 18 presenze su 20 incontri disputati in campionato, dove sigla anche 3 reti, ad Albergaria, Atlético Ouriense e Marítimo, contribuendo a far raggiungere le semifinali di Taça de Portugal, la finale di Taça da Liga, poi persa 1-0, dove però deve uscire per infortunio a soli 8 minuti dal fischio d'inizio, e quella di Supercoppa (Supertaça), persa 4-1, entrambe con il Benfica. Dopo aver iniziato la stagione 2024-2025 ancora sotto la guida tecnica di Cabral, la squadra viene affidata a Micael Sequeira non venendo comunque meno la fiducia concessa a Galabadaarachchi. La stagione si apre con l'attaccante australiana che conquista il suo quarto trofeo in tre diversi paesi, il terzo per il club portoghese, scendendo in campo da titolare nella finale di Supercoppa del 23 agosto 2024 vinta 2-1 sul Benfica davanti al pubblico dello Stadio do Restelo di Lisbona. Grazie al secondo posto ottenuto nel campionato 2023-2024 Galabadaarachchi riesce a debuttare in Champions League disputando tutti i quattro incontri delle fasi iniziali dell'edizione 2024-2025, condividendo con le compagne il percorso che vede la sua squadra superare la prima fase battendo, entrambe per 2-0, le tedesche dell'Eintracht Francoforte e le islandesi del Breiðablik prima di venire eliminate al secondo turno dalle spagnole del Real Madrid. In campionato contribuisce a riportare la sua squadra al secondo posto in classifica, i quarti di finale in Coppa e la finale di Taça da Liga.
Durante la sessione estiva di calciomercato viene annunciato il ritorno per la terza volta in Italia, ingaggiata dal Sassuolo affidato per la stagione 2025-2026 alla guida di Alessandro Spugna.

### Nazionale

#### Nazionali giovanili
Per via delle sue origini, la giocatrice aveva la possibilità di scegliere di rappresentare quattro nazioni diverse: Australia (nazione in cui è nata), Sri Lanka (di cui è originario il padre), Argentina (terra natale della madre) e Italia (di cui possiede la cittadinanza grazie ai nonni materni).
Galabadaarachchi inizia a essere convocata nelle nazionali giovanili australiane fin dal 2016, inizialmente indossando la maglia della formazione under 16, che disputa le qualificazioni al campionato asiatico di Thailandia 2017. Sotto la guida tecnica di Ante Jurić, la squadra, imbattuta, si classifica al primo posto del gruppo D accedendo così alla fase finale, con Galabadaarachchi che in quell'occasione sigla una tripletta nella vittoria per 14-0 su Hong Kong e una rete all'Iraq, incontro terminato 8-0 per le Junior Matildas. In Thailandia la squadra non riesce ad essere altrettanto efficace, classificandosi al terzo posto nella fase a gironi e venendo eliminata dal torneo.
In seguito, indossa la maglia della selezione under 17 fino al 2018, anno in cui marca una presenza anche con la under 20.

#### Nazionale maggiore
Nel febbraio 2017, viene convocata per la prima volta ad uno stage con la nazionale maggiore, chiamata dal commissario tecnico Alen Stajcic per determinare la rosa delle giocatrici che disputerà l'edizione 2017 dell'Algarve Cup, senza tuttavia che il CT decidesse infine di inserirla nella lista delle Matildas in partenza per il Portogallo.
Nel giugno del 2022, riceve la sua prima convocazione in nazionale maggiore, rientrando nella rosa delle convocate dal ct Tony Gustavsson alle partite amichevoli contro Spagna (il 26 giugno) e Portogallo (il 29 giugno), senza tuttavia essere impiegata in quell'occasione.
Per il suo debutto deve attendere altri tre anni, quando Joe Montemurro, suo allenatore al Melbourne City, la chiama dopo essere diventato il nuovo selezionatore delle Matildas, inserita in rosa per la doppia amichevole con il Panama del 5 e 8 luglio 2025. Galabadaarachchi scende in campo sia nel primo incontro, perso 1-0, rilevando Emily Gielnik al 77', che nel successivo vinto dalle australiane 3-2.

## Palmarès

### Club
- Campionato australiano: 1

Melbourne City: 2016-2017
Coppa di Scozia femminile: 1 
Celtic: 2021-2022
Coppa di Lega scozzese femminile: 1 
Celtic: 2021-2022
- Supercoppa di Portogallo: 1

Sporting Lisbona: 2024